# Заливной луг
Заливно́й луг (также по́йменный, поёмный), или займище — луг, расположенный в пойме реки и заливаемый водой в половодье.
Затопление луга повышает урожай трав благодаря приносу илистых взмученных в воде частиц и растворённых часто в воде минеральных солей. Обычно заливные луга приносят вдвое больший урожай по сравнению с соседними лугами. Так, в 1970-х годах в СССР заливные луга занимали лишь 20 % площади сенокосов, при этом давая 50 % сена.
Сочетание высокой продуктивности и невысоких трудовых затрат на поддержание исторически делало заливные луга высоко ценимым ресурсом, что привело, например, к сложной системе нарезки участков заливных лугов в сельских общинах Российской империи.